# Tarantasca
Tarantasca ist eine Gemeinde in der italienischen Provinz Cuneo (CN), Region Piemont.

## Lage und Einwohner
Tarantasca liegt 14 km nördlich von der Provinzhauptstadt Cuneo entfernt auf einer Höhe von 451 m über dem Meeresspiegel. Das Gemeindegebiet umfasst eine Fläche von 12,2 km² und hat 2186 Einwohner (Stand 31. Dezember 2023). 
Die Nachbargemeinden sind Busca, Centallo, Cuneo und Villafalletto.

## Geschichte

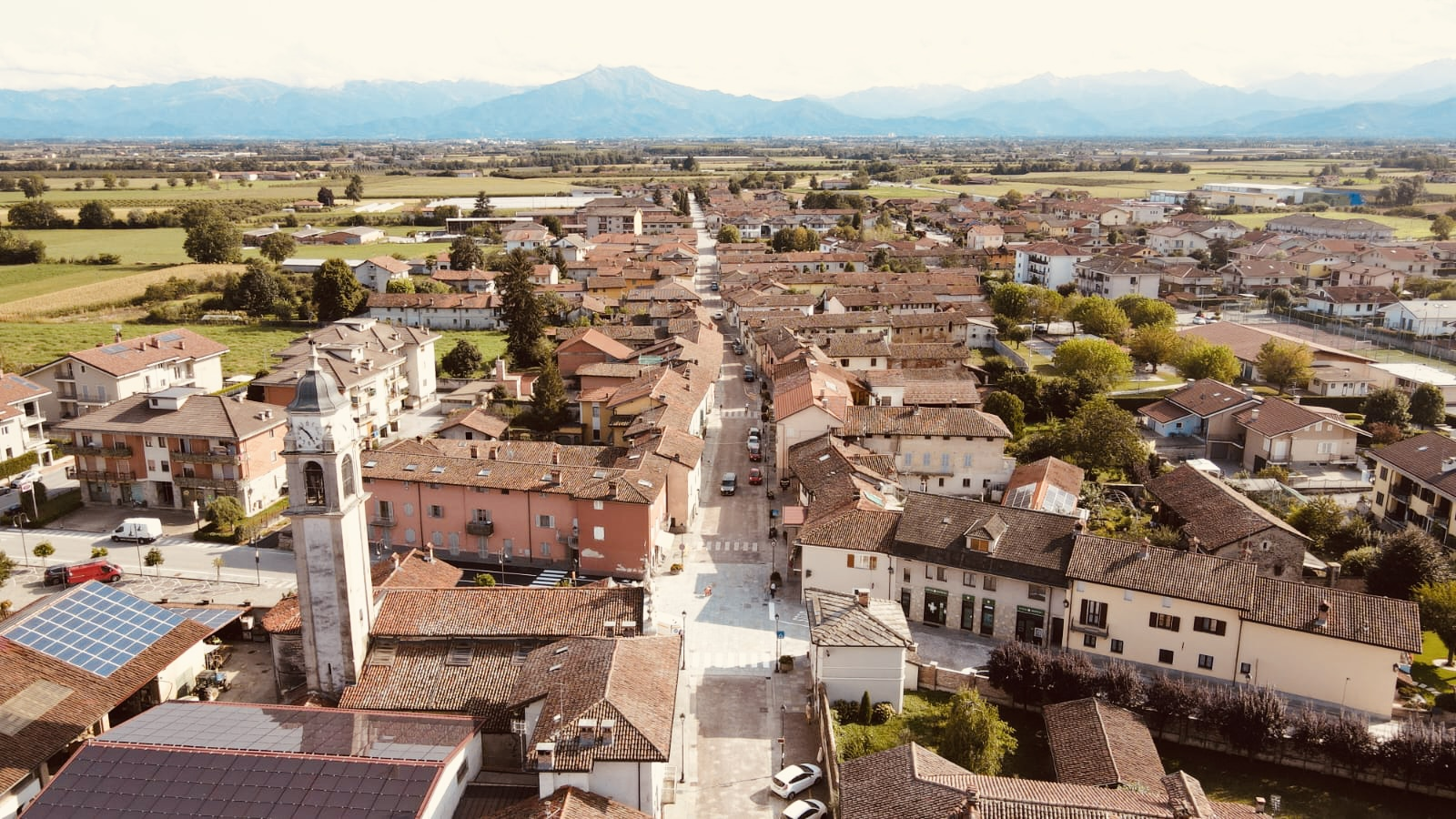
Blick auf Tarantasca

Der Ortsname wird durch die Lage der Siedlung gerechtfertigt, die an der Straße liegt, die von Busca nach Centallo führt und „via Margaria“ genannt wird, einst „via Carentasca“, weil sie nach „Quadraginta“, d. h. „Quiaranta“ oder „Caranta“ führte. Anschließend wurde der antike Name mit Tarantasia verglichen, einer Region, mit der das Piemont im Mittelalter eng verbunden war. Die Geschichte des Dorfes ist eng mit der des nahegelegenen Busca verbunden, auf dessen Gebiet die ursprüngliche Siedlung entstand. Im Jahr 1647 erhob Prinz Tommaso von Savoyen-Carignano es zum Lehen und überließ es Giovanni Antonio Della Chiesa. 
Im Jahr 1763 ging es an den Sohn von Carlo Emanuele III. über. 1808 wurde es zur Gemeinde erhoben und seine Autonomie wurde am 8. Mai 1817 auch von Vittorio Emanuele I. erneut bestätigt.
Unter den verschiedenen Denkmälern ist das Schloss das eindrucksvollste, ein Bau aus dem 17. Jahrhundert, der von der Familie Della Chiesa in Auftrag gegeben wurde. Im Weiteren sind Kirche San Bernardo, in deren Inneren sich einige wertvolle Werke aus dem 18. Jahrhundert befinden, die Bruderschaft Santa Croce, flankiert von einem wunderschönen barocken Glockenturm und die Kapelle San Sebastiano und das Rathausgebäude eindrucksvolle Gebäude.